# Mustafa Hadid
Mustafa Hadid, född 25 augusti 1988, är en afghansk fotbollsspelare som för närvarande spelar för Altona 93.